# Hermipo de Esmirna
Hermipo de Esmirna (en griego antiguo: Ἕρμιππος), fue un filósofo Peripatético, apodado por los escritores antiguos el calimaqueo (en griego: Ἕρμιππος: ό Καλλιμάχειος), de lo que se infiere que fue discípulo de Calímaco a mediados del siglo III a. C., y el hecho de su escrito sobre la vida de Crisipo de Solos, prueba que vivía a finales de dicho siglo. Sus escritos parece que fueron de gran importancia y valor. Hermipo de refiere repetidamente a los escritores antiguos, bajo muchos títulos, de los cuales, sin embargo, la mayoría, si no todos, parecen ser capítulos de su gran obra biográfica, que a menudo es citada con el título de Vidas (Bioi). la obra contenía las biografías de muchas grandes figuras antiguas, incluyendo oradores, poetas, historiadores, y filósofos. Contenía la primera biografía conocida de Aristóteles, y de filósofos como Pitágoras, Empédocles, Heráclito, Demócrito, Zenón de Elea, Sócrates, Platón, Antístenes, Diógenes de Sinope, Estilpón de Mégara, Epicuro, Teofrasto, Heráclides Póntico, Demetrio de Falero, y Crisipo de Solos. El trabajo se perdió, pero muchos de las Vidas son citadas posteriormente.